# 한시적 노동
한시적 노동(contingent work; 한시적 고용) 또는 시간제 노동(casual work), 계약직 노동(contract work)은 제한적인 고용 보장(job security; 직업 안정성)과, 성과제(piece work) 기반 임금을 지급하는 고용관계로서, 영구적이지 않은 (특히 노동시간이 불규칙적인) 시간제(part-time; 비상근) 노동이 전형적인 형태에 해당한다. 비록 직업 안정성은 낮지만 일부 프리랜서의 경우 전통적인 직업에 비해 높은 소득이 있는 것으로 보고된다.
한시적 노동자(contingent workers)는 종종 컨설턴트, 프리랜서, 독립 계약자(independent contractors), 독립 전문가(independent professionals), 임시 계약직(temporary contract workers; 비정규직) 또는 임시직(temps)으로도 불린다.